# Saint-Maurice-de-Beynost
Saint-Maurice-de-Beynost är en kommun i departementet Ain i regionen Auvergne-Rhône-Alpes i östra Frankrike. Kommunen ligger  i kantonen Miribel som ligger i arrondissementet Bourg-en-Bresse. Kommunens areal är 6,99 km². År 2022 hade Saint-Maurice-de-Beynost 4 243 invånare.

## Befolkningsutveckling
Antalet invånare i kommunen Saint-Maurice-de-Beynost
Referens: INSEE